# Danh sách cầu thủ tham dự Giải vô địch bóng đá Đông Nam Á 2020
Dưới đây là các đội hình cho Giải vô địch bóng đá Đông Nam Á 2020, dự kiến diễn ra từ ngày 5 tháng 12 đến ngày 1 tháng 1 năm 2022 tại Singapore.

## Quy định
- Danh sách đội hình được AFF quy định:
- Mỗi đội sẽ có 70 cầu thủ trong đội hình sơ bộ.
- Mỗi đội sẽ được đăng ký danh sách sơ bộ gồm 50 cầu thủ.
- Mỗi đội sẽ được đăng ký 23 cầu thủ (bao gồm 3 thủ môn) phải được đăng ký một ngày trước ngày trận đấu diễn ra.

## Bảng A

### Thái Lan
Huấn luyện viên trưởng:  Alexandré Pölking

| Số | VT | Cầu thủ                           | Ngày sinh (tuổi)  | Trận | Bàn | Câu lạc bộ                 |
| -- | -- | --------------------------------- | ----------------- | ---- | --- | -------------------------- |
| 1  | TM | Kawin Thamsatchanan               | 26 tháng 1, 1990  | 67   | 0   | OH Leuven                  |
| 20 | TM | Chatchai Budprom                  | 4 tháng 2, 1987   | 10   | 0   | BG Pathum United           |
| 23 | TM | Siwarak Tedsungnoen               | 20 tháng 4, 1984  | 25   | 0   | Buriram United             |
| 2  | HV | Suriya Singmui                    | 7 tháng 4, 1995   | 4    | 0   | Chiangrai United           |
| 3  | HV | Theerathon Bunmathan              | 6 tháng 2, 1990   | 64   | 6   | Yokohama F. Marinos        |
| 4  | HV | Manuel Bihr                       | 17 tháng 9, 1993  | 12   | 0   | Bangkok United             |
| 5  | HV | Elias Dolah                       | 24 tháng 4, 1993  | 2    | 0   | Port                       |
| 13 | HV | Philip Roller                     | 10 tháng 6, 1994  | 12   | 1   | Port                       |
| 15 | HV | Narubadin Weerawatnodom           | 12 tháng 7, 1994  | 33   | 1   | Buriram United             |
| 19 | HV | Tristan Do                        | 31 tháng 1, 1993  | 37   | 0   | Bangkok United             |
| 25 | HV | Pawee Tanthatemee                 | 22 tháng 10, 1996 | 2    | 0   | Ratchaburi Mitr Phol       |
| 30 | HV | Jonathan Khemdee                  | 17 tháng 5, 2002  | 0    | 0   | OB                         |
| 6  | TV | Sarach Yooyen                     | 30 tháng 5, 1992  | 48   | 0   | BG Pathum United           |
| 7  | TV | Supachok Sarachat                 | 22 tháng 5, 1998  | 11   | 2   | Buriram United             |
| 8  | TV | Thitiphan Puangchan               | 1 tháng 9, 1993   | 36   | 6   | Bangkok United             |
| 11 | TV | Bordin Phala                      | 20 tháng 12, 1994 | 10   | 0   | Port                       |
| 12 | TV | Thanawat Suengchitthawon          | 8 tháng 1, 2000   | 3    | 0   | Leicester City             |
| 14 | TV | Pathompol Charoenrattanapirom     | 21 tháng 4, 1994  | 2    | 0   | BG Pathum United           |
| 16 | TV | Phitiwat Sukjitthammakul          | 1 tháng 2, 1995   | 8    | 0   | Chiangrai United           |
| 18 | TV | Chanathip Songkrasin (Đội trưởng) | 5 tháng 10, 1993  | 56   | 8   | Hokkaido Consadole Sapporo |
| 21 | TV | Sivakorn Tiatrakul                | 7 tháng 7, 1994   | 9    | 0   | Chiangrai United           |
| 24 | TV | Worachit Kanitsribampen           | 24 tháng 8, 1997  | 0    | 0   | BG Pathum United           |
| 26 | TV | Kritsada Kaman                    | 18 tháng 3, 1999  | 0    | 0   | Chonburi                   |
| 27 | TV | Weerathep Pomphan                 | 19 tháng 9, 1996  | 0    | 0   | Muangthong United          |
| 28 | TV | Pokklaw Anan                      | 4 tháng 3, 1991   | 42   | 6   | Bangkok United             |
| 29 | TV | Picha Autra                       | 7 tháng 1, 1996   | 1    | 0   | Muangthong United          |
| 9  | TĐ | Adisak Kraisorn                   | 1 tháng 2, 1991   | 33   | 17  | Muangthong United          |
| 10 | TĐ | Teerasil Dangda                   | 6 tháng 6, 1988   | 104  | 45  | BG Pathum United           |
| 17 | TĐ | Jenphob Phokhi                    | 4 tháng 4, 1996   | 0    | 0   | Police Tero                |
| 22 | TĐ | Supachai Chaided                  | 1 tháng 12, 1998  | 19   | 4   | Buriram United             |

### Myanmar
Huấn luyện viên trưởng:  Antoine Hey

| Số | VT | Cầu thủ          | Ngày sinh (tuổi)  | Trận | Bàn | Câu lạc bộ         |
| -- | -- | ---------------- | ----------------- | ---- | --- | ------------------ |
| 18 | TM | Myo Min Latt     | 20 tháng 2, 1995  | 2    | 0   | Shan United        |
| 1  | TM | Pyae Lyan Aung   | 11 tháng 5, 1993  | 1    | 0   | Yadanarbon         |
|    | TM | Soe Arkar        | 1 tháng 8, 1997   | 0    | 0   | Magwe              |
| 2  | HV | Nyein Chan       | 2 tháng 6, 1991   | 4    | 0   | Shan United        |
| 3  | HV | Zaw Ye Tun       | 28 tháng 6, 1994  | 4    | 0   | Yadanarbon         |
| 4  | HV | David Htan       | 13 tháng 5, 1988  | 68   | 4   | Shan United        |
| 5  | HV | Win Moe Kyaw     | 9 tháng 10, 1996  | 5    | 0   | Hanthawaddy United |
| 17 | HV | Hein Phyo Win    | 19 tháng 9, 1998  | 2    | 0   | Shan United        |
| 22 | HV | Aung Naing Win   | 1 tháng 6, 1997   | 0    | 0   | Ayeyawady United   |
| 25 | HV | Lar Din Maw Yar  | 6 tháng 8, 1992   | 22   | 0   | Hanthawaddy United |
| 27 | HV | Aung Wunna Soe   | 19 tháng 4, 2000  | 0    | 0   | Yadanarbon         |
|    | HV | Ye Min Thu       | 18 tháng 2, 1998  | 3    | 0   | Shan United        |
| 6  | TV | Hlaing Bo Bo     | 8 tháng 7, 1996   | 34   | 7   | cầu thủ tự do      |
| 7  | TV | Lwin Moe Aung    | 10 tháng 12, 1999 | 14   | 0   | Yangon United      |
| 8  | TV | Maung Maung Win  | 8 tháng 5, 1990   | 6    | 0   | Yangon United      |
| 10 | TV | Yan Naing Oo     | 31 tháng 3, 1996  | 27   | 1   | Yangon United      |
| 11 | TV | Maung Maung Lwin | 18 tháng 6, 1995  | 38   | 7   | Yangon United      |
| 14 | TV | Htet Phyo Wai    | 21 tháng 1, 2000  | 9    | 1   | Shan United        |
| 16 | TV | Myat Kaung Khant | 15 tháng 7, 2000  | 3    | 1   | cầu thủ tự do      |
| 19 | TV | Nay Moe Naing    | 13 tháng 12, 1997 | 0    | 0   | Hanthawaddy United |
| 30 | TV | Hein Htet Aung   | 5 tháng 10, 2001  | 0    | 0   | Selangor           |
|    | TV | Myo Ko Tun       | 9 tháng 3, 1995   | 20   | 0   | Yadanarbon         |
| 12 | TĐ | Win Naing Tun    | 3 tháng 5, 2000   | 2    | 0   | Yangon United      |
| 13 | TĐ | Aung Kaung Mann  | 18 tháng 2, 1998  | 1    | 0   | Sri Pahang         |
| 20 | TĐ | Suan Lam Mang    | 28 tháng 7, 1994  | 28   | 7   | cầu thủ tự do      |
|    | TĐ | Than Paing       | 6 tháng 12, 1996  | 25   | 1   | Shan United        |
|    | TĐ | Kaung Htet Soe   | 1 tháng 9, 1997   | 0    | 0   | Yangon United      |

### Philippines
Huấn luyện viên trưởng:  Scott Cooper

| Số | VT | Cầu thủ                      | Ngày sinh (tuổi) | Trận | Bàn | Câu lạc bộ           |
| -- | -- | ---------------------------- | ---------------- | ---- | --- | -------------------- |
|    | TM | Quincy Kammeraad             | 1 tháng 2, 2001  | 0    | 0   | ADT                  |
|    | TM | Kevin Ray Mendoza            | 29 tháng 9, 1994 | 1    | 0   | Kuala Lumpur City    |
|    | TM | Bernd Schipmann              | 5 tháng 7, 1994  | 3    | 0   | Ratchaburi Mitr Phol |
|    | HV | Amani Aguinaldo              | 24 tháng 4, 1995 | 38   | 0   | Nongbua Pitchaya     |
|    | HV | Mar Diano                    | 24 tháng 7, 1997 | 1    | 0   | ADT                  |
|    | HV | Justin Baas                  | 16 tháng 3, 2000 | 6    | 0   | United City          |
|    | HV | Yrick Gallantes              | 14 tháng 1, 2001 | 1    | 0   | ADT                  |
|    | HV | Christian Rontini            | 20 tháng 7, 1999 | 1    | 0   | ADT                  |
|    | HV | Jesper Nyholm                | 10 tháng 9, 1993 | 0    | 0   | Djurgårdens IF       |
|    | HV | Daisuke Sato                 | 20 tháng 9, 1994 | 49   | 3   | Suphanburi           |
|    | HV | Martin Steuble               | 9 tháng 6, 1988  | 46   | 3   | Muangkan United      |
| 26 | HV | John-Patrick Strauß          | 28 tháng 1, 1996 | 12   | 2   | Erzgebirge Aue       |
|    | TV | Oliver Bias                  | 15 tháng 6, 2001 | 3    | 0   | ADT                  |
|    | TV | Kenshiro Daniels             | 13 tháng 1, 1995 | 22   | 1   | Kaya-Iloilo          |
|    | TV | Gerrit Holtmann              | 25 tháng 3, 1995 | 0    | 0   | VfL Bochum 1848      |
|    | TV | Kevin Ingreso                | 10 tháng 2, 1993 | 29   | 3   | BG Pathum United     |
|    | TV | Oskari Kekkonen              | 24 tháng 9, 1999 | 0    | 0   | ADT                  |
|    | TV | Amin Nazari                  | 26 tháng 4, 1993 | 2    | 0   | United City          |
|    | TV | Mike Ott                     | 2 tháng 3, 1995  | 24   | 3   | United City          |
|    | TV | Iain Ramsay                  | 27 tháng 2, 1988 | 33   | 5   | Nongbua Pitchaya     |
|    | TV | Sandro Reyes                 | 29 tháng 3, 2003 | 0    | 0   | ADT                  |
|    | TV | Stephan Schröck (đội trưởng) | 21 tháng 8, 1986 | 47   | 6   | United City          |
|    | TĐ | Ángel Guirado                | 9 tháng 12, 1984 | 42   | 12  | Alhaurín de la Torre |
|    | TĐ | Patrick Reichelt             | 5 tháng 6, 1988  | 64   | 10  | Suphanburi           |
|    | TĐ | Bienvenido Marañón           | 15 tháng 5, 1986 | 0    | 0   | United City          |

### Singapore
Huấn luyện viên trưởng:  Yoshida Tatsuma

| Số | VT | Cầu thủ                   | Ngày sinh (tuổi)  | Trận | Bàn | Câu lạc bộ            |
| -- | -- | ------------------------- | ----------------- | ---- | --- | --------------------- |
| 1  | TM | Izwan Mahbud              | 14 tháng 7, 1990  | 54   | 0   | Hougang United        |
| 12 | TM | Syazwan Buhari            | 22 tháng 9, 1992  | 0    | 0   | Tampines Rovers       |
| 18 | TM | Hassan Sunny              | 2 tháng 4, 1984   | 86   | 0   | Lion City Sailors     |
| 30 | TM | Zharfan Rohaizad          | 21 tháng 2, 1997  | 0    | 0   | Tanjong Pagar United  |
|    |    |                           |                   |      |     |                       |
| 2  | HV | Shakir Hamzah             | 20 tháng 10, 1992 | 54   | 3   | Tanjong Pagar United  |
| 3  | HV | Tajeli Salamat            | 7 tháng 2, 1994   | 1    | 0   | Lion City Sailors     |
| 4  | HV | Nazrul Nazari             | 11 tháng 2, 1991  | 43   | 0   | Hougang United        |
| 5  | HV | Amirul Adli               | 13 tháng 1, 1996  | 12   | 0   | Lion City Sailors     |
| 13 | HV | Zulqarnaen Suzliman       | 29 tháng 3, 1998  | 13   | 0   | Lion City Sailors     |
| 17 | HV | Irfan Fandi               | 13 tháng 8, 1997  | 31   | 1   | BG Pathum United      |
| 21 | HV | Safuwan Baharudin         | 22 tháng 9, 1991  | 97   | 11  | Selangor              |
| 24 | HV | Iqram Rifqi               | 25 tháng 2, 1996  | 2    | 0   | Lion City Sailors     |
| 25 | HV | Nur Adam Abdullah         | 13 tháng 4, 2001  | 1    | 0   | Lion City Sailors     |
|    |    |                           |                   |      |     |                       |
| 6  | TV | Anumanthan Kumar          | 14 tháng 7, 1994  | 21   | 0   | Kedah Darul Aman      |
| 8  | TV | Shahdan Sulaiman          | 9 tháng 5, 1988   | 68   | 4   | Lion City Sailors     |
| 14 | TV | Hariss Harun (Đội trưởng) | 19 tháng 11, 1990 | 101  | 10  | Lion City Sailors     |
| 15 | TV | Song Ui-young             | 8 tháng 11, 1993  | 1    | 0   | Lion City Sailors     |
| 16 | TV | Hami Syahin               | 16 tháng 12, 1998 | 7    | 0   | Lion City Sailors     |
| 23 | TV | Zulfahmi Arifin           | 5 tháng 10, 1991  | 49   | 1   | Sukhothai             |
| 27 | TV | Adam Swandi               | 12 tháng 1, 1996  | 10   | 0   | Lion City Sailors     |
| 28 | TV | Saifullah Akbar           | 31 tháng 1, 1999  | 4    | 0   | Lion City Sailors     |
|    |    |                           |                   |      |     |                       |
| 7  | TĐ | Amy Recha                 | 13 tháng 5, 1992  | 1    | 0   | Geylang International |
| 9  | TĐ | Ikhsan Fandi              | 9 tháng 4, 1999   | 19   | 8   | Jerv                  |
| 10 | TĐ | Faris Ramli               | 24 tháng 8, 1992  | 60   | 9   | Lion City Sailors     |
| 11 | TĐ | Hafiz Nor                 | 22 tháng 8, 1988  | 8    | 1   | Lion City Sailors     |
| 19 | TĐ | Ilhan Fandi               | 8 tháng 11, 2002  | 1    | 0   | Young Lions           |
| 20 | TĐ | Shawal Anuar              | 29 tháng 4, 1991  | 13   | 1   | Hougang United        |
| 22 | TĐ | Gabriel Quak              | 22 tháng 12, 1990 | 37   | 5   | Lion City Sailors     |

### Đông Timor
Huấn luyện viên trưởng:  Fábio Magrão

| Số | VT | Cầu thủ                         | Ngày sinh (tuổi)  | Trận | Bàn | Câu lạc bộ           |
| -- | -- | ------------------------------- | ----------------- | ---- | --- | -------------------- |
| 1  | TM | Aderito                         | 15 tháng 5, 1997  | 13   | 0   | Boavista Timor Leste |
| 3  | HV | Orcelio                         | 30 tháng 4, 2001  | 0    | 0   |                      |
| 4  | HV | Jaimito Soares                  | 10 tháng 6, 2003  | 1    | 0   | Karketu Dili         |
| 5  | HV | Tomas Sarmento                  | 24 tháng 8, 2000  | 0    | 0   | Ponta Leste          |
| 6  | TV | Jhon Firth                      | 17 tháng 7, 2002  | 1    | 0   | SLB Laulara          |
| 7  | TĐ | Rufino Gama                     | 20 tháng 6, 1998  | 19   | 7   | Lalenok United       |
| 8  | TV | Olegario                        | 24 tháng 10, 1994 | 16   | 0   | Karketu Dili         |
| 9  | TĐ | Anizo Correia                   | 23 tháng 5, 2003  | 0    | 0   |                      |
| 10 | TV | João Pedro                      | 20 tháng 8, 2000  | 9    | 2   | Kuala Kangsar F.C.   |
| 11 | TV | Mouzinho                        | 26 tháng 2, 2002  | 2    | 0   | SLB Laulara          |
| 12 | TM | Junildo Pereira                 | 4 tháng 6, 2003   | 1    | 0   |                      |
| 13 | HV | Gumario                         | 8 tháng 10, 2001  | 8    | 0   | Lalenok United       |
| 14 | TV | Cristevao Fernandes             | 16 tháng 1, 2004  | 1    | 0   |                      |
| 15 | TV | Armindo de Almeida (Đội trưởng) | 18 tháng 4, 1998  | 4    | 0   | Lalenok United       |
| 16 | TĐ | Zenivio                         | 22 tháng 4, 2005  | 1    | 0   |                      |
| 17 | TV | Elias Mesquita                  | 27 tháng 3, 2002  | 2    | 0   | Lalenok United       |
| 18 | TV | Filomeno Junior                 | 5 tháng 8, 2000   | 10   | 0   | SLB Laulara          |
| 20 | TM | Georgino Mendonca               | 16 tháng 3, 2002  | 0    | 0   | SLB Laulara          |
| 21 | TV | Paulo Gali                      | 31 tháng 12, 1996 | 4    | 0   | Lalenok United       |
| 22 | TV | Nelson Viegas                   | 24 tháng 12, 1999 | 19   | 1   | Boavista Timor Leste |
| 24 | HV | Yohanes Gusmão                  | 10 tháng 1, 2000  | 3    | 0   | Lalenok United       |
| 27 | TV | Dom Lucas Braz                  | 14 tháng 3, 2001  | 1    | 0   |                      |
| 29 | HV | João Panji                      | 29 tháng 10, 2000 | 5    | 0   | Assalam FC           |

## Bảng B

### Việt Nam
Huấn luyện viên trưởng:  Park Hang-seo

| Số | VT | Cầu thủ                     | Ngày sinh (tuổi)  | Trận | Bàn | Câu lạc bộ          |
| -- | -- | --------------------------- | ----------------- | ---- | --- | ------------------- |
| 1  | TM | Bùi Tấn Trường              | 19 tháng 2, 1986  | 14   | 0   | Hà Nội              |
| 2  | HV | Đỗ Duy Mạnh (đội phó)       | 29 tháng 9, 1996  | 35   | 1   | Hà Nội              |
| 3  | HV | Quế Ngọc Hải (đội trưởng)   | 15 tháng 5, 1993  | 56   | 4   | Viettel             |
| 4  | HV | Bùi Tiến Dũng               | 2 tháng 10, 1995  | 33   | 0   | Viettel             |
| 5  | HV | Phạm Xuân Mạnh              | 9 tháng 2, 1996   | 1    | 0   | Sông Lam Nghệ An    |
| 6  | TV | Lương Xuân Trường (đội phó) | 28 tháng 4, 1995  | 36   | 1   | Hoàng Anh Gia Lai   |
| 7  | HV | Nguyễn Phong Hồng Duy       | 13 tháng 6, 1996  | 20   | 0   | Hoàng Anh Gia Lai   |
| 8  | TV | Trần Minh Vương             | 28 tháng 3, 1995  | 5    | 1   | Hoàng Anh Gia Lai   |
| 9  | TĐ | Nguyễn Văn Toàn             | 12 tháng 4, 1996  | 36   | 4   | Hoàng Anh Gia Lai   |
| 10 | TĐ | Nguyễn Công Phượng          | 21 tháng 1, 1995  | 42   | 9   | Hoàng Anh Gia Lai   |
| 11 | TV | Nguyễn Tuấn Anh             | 16 tháng 5, 1995  | 19   | 1   | Hoàng Anh Gia Lai   |
| 12 | HV | Nguyễn Thanh Bình           | 2 tháng 11, 2000  | 2    | 0   | Viettel             |
| 13 | HV | Hồ Tấn Tài                  | 6 tháng 11, 1997  | 3    | 1   | Topenland Bình Định |
| 14 | TV | Nguyễn Hoàng Đức            | 11 tháng 1, 1998  | 10   | 0   | Viettel             |
| 15 | TV | Phạm Đức Huy (đội phó)      | 20 tháng 1, 1995  | 15   | 2   | Hà Nội              |
| 16 | HV | Nguyễn Thành Chung          | 8 tháng 9, 1997   | 6    | 0   | Hà Nội              |
| 17 | HV | Vũ Văn Thanh                | 14 tháng 4, 1996  | 24   | 3   | Hoàng Anh Gia Lai   |
| 18 | TĐ | Hà Đức Chinh                | 22 tháng 9, 1997  | 10   | 0   | Topenland Bình Định |
| 19 | TV | Nguyễn Quang Hải            | 12 tháng 4, 1997  | 32   | 8   | Hà Nội              |
| 20 | TV | Phan Văn Đức                | 11 tháng 4, 1996  | 23   | 2   | Sông Lam Nghệ An    |
| 21 | HV | Trần Đình Trọng             | 25 tháng 4, 1997  | 10   | 0   | Hà Nội              |
| 22 | TĐ | Nguyễn Tiến Linh            | 20 tháng 10, 1997 | 21   | 9   | Becamex Bình Dương  |
| 23 | TM | Trần Nguyên Mạnh            | 20 tháng 12, 1991 | 24   | 0   | Viettel             |
| 24 | HV | Bùi Hoàng Việt Anh          | 1 tháng 1, 1999   | 0    | 0   | Hà Nội              |
| 25 | TM | Nguyễn Văn Hoàng            | 17 tháng 2, 1995  | 1    | 0   | Sông Lam Nghệ An    |
| 26 | HV | Đỗ Thanh Thịnh              | 18 tháng 8, 1998  | 0    | 0   | Topenland Bình Định |
| 27 | TV | Lê Văn Xuân                 | 27 tháng 2, 1999  | 0    | 0   | Hà Nội              |
| 28 | TV | Lý Công Hoàng Anh           | 1 tháng 9, 1999   | 0    | 0   | Topenland Bình Định |
| 29 | TĐ | Trần Văn Đạt                | 26 tháng 12, 2000 | 0    | 0   | Hà Nội              |
| 30 | TM | Quan Văn Chuẩn              | 7 tháng 1, 2001   | 0    | 0   | Hà Nội              |

### Malaysia
Huấn luyện viên trưởng:  Tan Cheng Hoe

| Số | VT | Cầu thủ                   | Ngày sinh (tuổi)  | Trận | Bàn | Câu lạc bộ         |
| -- | -- | ------------------------- | ----------------- | ---- | --- | ------------------ |
| 21 | TM | Khairul Fahmi             | 7 tháng 1, 1989   | 58   | 0   | Sabah              |
| 1  | TM | Khairulazhan Khalid       | 7 tháng 11, 1989  | 14   | 0   | Selangor           |
| 23 | TM | Kalamullah Al-Hafiz       | 30 tháng 7, 1995  | 0    | 0   | Petaling Jaya City |
|    |    |                           |                   |      |     |                    |
| 7  | HV | Aidil Zafuan (Đội trưởng) | 3 tháng 8, 1987   | 94   | 3   | Johor Darul Ta'zim |
| 3  | HV | Shahrul Saad              | 8 tháng 7, 1993   | 41   | 4   | Johor Darul Ta'zim |
| 4  | HV | Syahmi Safari             | 5 tháng 2, 1998   | 20   | 1   | Selangor           |
| 16 | HV | Rizal Ghazali             | 1 tháng 10, 1992  | 16   | 0   | Sabah              |
| 5  | HV | Junior Eldstål            | 16 tháng 9, 1991  | 11   | 0   | Chonburi           |
| 6  | HV | Dominic Tan               | 12 tháng 3, 1997  | 4    | 0   | Sabah              |
| 2  | HV | Dion Cools                | 4 tháng 6, 1996   | 3    | 0   | FC Midtjylland     |
| 12 | HV | Ariff Farhan Isa          | 14 tháng 7, 1996  | 2    | 0   | Kedah Darul Aman   |
| 17 | HV | Arif Fadzilah             | 20 tháng 4, 1996  | 1    | 0   | Terengganu         |
| 22 | HV | Quentin Cheng             | 20 tháng 11, 1999 | 1    | 0   | Selangor           |
|    |    |                           |                   |      |     |                    |
| 8  | TV | Baddrol Bakhtiar          | 1 tháng 2, 1988   | 60   | 6   | Sabah              |
| 11 | TV | Safawi Rasid              | 5 tháng 3, 1997   | 32   | 12  | Johor Darul Ta'zim |
| 19 | TV | Akhyar Rashid             | 1 tháng 5, 1999   | 27   | 5   | Johor Darul Ta'zim |
| 13 | TV | Arif Aiman Hanapi         | 4 tháng 5, 2002   | 4    | 0   | Johor Darul Ta'zim |
| 14 | TV | Mukhairi Ajmal            | 7 tháng 11, 2001  | 3    | 0   | Selangor           |
| 15 | TV | Kogileswaran Raj          | 21 tháng 9, 1998  | 3    | 1   | Petaling Jaya City |
|    |    |                           |                   |      |     |                    |
| 20 | TĐ | Syafiq Ahmad              | 28 tháng 6, 1995  | 25   | 8   | Johor Darul Ta'zim |
| 10 | TĐ | Shahrel Fikri             | 17 tháng 10, 1994 | 15   | 5   | Selangor           |
| 9  | TĐ | Guilherme de Paula        | 9 tháng 11, 1986  | 6    | 1   | Johor Darul Ta'zim |
| 18 | TĐ | Luqman Hakim Shamsudin    | 5 tháng 3, 2002   | 6    | 0   | Kortrijk           |
| 24 | TĐ | Faisal Halim              | 7 tháng 1, 1998   | 3    | 0   | Terengganu         |

### Indonesia
Huấn luyện viên trưởng:  Shin Tae-yong
| Số | VT | Cầu thủ                     | Ngày sinh (tuổi)  | Trận | Bàn | Câu lạc bộ         |
| -- | -- | --------------------------- | ----------------- | ---- | --- | ------------------ |
| 1  | TM | Muhammad Riyandi            | 3 tháng 1, 2000   | 5    | 0   | Barito Putera      |
| 23 | TM | Nadeo Argawinata            | 9 tháng 3, 1997   | 3    | 0   | Bali United        |
| 26 | TM | Syahrul Fadil               | 26 tháng 11, 1995 | 0    | 0   | Persikabo 1973     |
| 21 | TM | Ernando Ari                 | 27 tháng 2, 2002  | 0    | 0   | Persebaya Surabaya |
| 16 | HV | Fachrudin Aryanto           | 19 tháng 2, 1989  | 37   | 2   | Madura United      |
| 5  | HV | Victor Igbonefo             | 10 tháng 10, 1985 | 13   | 0   | Persib Bandung     |
| 14 | HV | Asnawi Mangkualam (Đội phó) | 4 tháng 10, 1999  | 9    | 0   | Ansan Greeners     |
| 11 | HV | Pratama Arhan               | 21 tháng 12, 2001 | 8    | 0   | PSIS Semarang      |
| 13 | HV | Rachmat Irianto             | 3 tháng 9, 1999   | 7    | 0   | Persebaya Surabaya |
| 23 | HV | Rizky Ridho                 | 21 tháng 11, 2001 | 4    | 0   | Persebaya Surabaya |
| 4  | HV | Ryuji Utomo                 | 1 tháng 7, 1995   | 2    | 0   | Persija Jakarta    |
| 2  | HV | Marckho Meraudje            | 4 tháng 12, 1995  | 1    | 0   | Borneo             |
| 3  | HV | Edo Febriansyah             | 25 tháng 7, 1997  | 1    | 0   | Persita Tangerang  |
| 24 | HV | Alfeandra Dewangga          | 28 tháng 6, 2001  | 1    | 0   | PSIS Semarang      |
| 30 | HV | Elkan Baggott               | 23 tháng 10, 2002 | 1    | 0   | Ipswich Town       |
| 28 | HV | Rizky Febrianto             | 22 tháng 2, 1997  | 0    | 0   | Arema              |
| 6  | TV | Evan Dimas (Đội trưởng)     | 13 tháng 3, 1995  | 34   | 7   | Bhayangkara        |
| 7  | TV | Kadek Agung                 | 25 tháng 6, 1998  | 8    | 1   | Bali United        |
| 8  | TV | Witan Sulaeman              | 8 tháng 10, 2001  | 7    | 2   | Lechia Gdańsk      |
| 17 | TV | Syahrian Abimanyu           | 25 tháng 4, 1999  | 6    | 0   | Johor Darul Ta'zim |
| 15 | TV | Ricky Kambuaya              | 5 tháng 5, 1996   | 4    | 2   | Persebaya Surabaya |
| 20 | TV | Ramai Rumakiek              | 19 tháng 4, 2002  | 3    | 1   | Persipura Jayapura |
| 25 | TV | Yabes Roni                  | 6 tháng 2, 1995   | 3    | 0   | Bali United        |
| 29 | TV | Ahmad Agung                 | 9 tháng 3, 1996   | 1    | 0   | Persik Kediri      |
| 18 | TĐ | Irfan Jaya                  | 1 tháng 5, 1996   | 9    | 3   | PSS Sleman         |
| 27 | TĐ | Dedik Setiawan              | 27 tháng 6, 1994  | 9    | 0   | Arema              |
| 10 | TĐ | Egy Maulana                 | 7 tháng 7, 2000   | 8    | 1   | Senica             |
| 9  | TĐ | Kushedya Yudo               | 6 tháng 7, 1993   | 7    | 0   | Arema              |
| 22 | TĐ | Ezra Walian                 | 22 tháng 10, 1997 | 3    | 1   | Persib Bandung     |
| 19 | TĐ | Hanis Saghara               | 8 tháng 9, 1999   | 0    | 0   | Persikabo 1973     |

### Campuchia
Huấn luyện viên trưởng:  Ryu Hirose

| Số | VT | Cầu thủ                    | Ngày sinh (tuổi)  | Trận | Bàn | Câu lạc bộ                  |
| -- | -- | -------------------------- | ----------------- | ---- | --- | --------------------------- |
| 1  | TM | Keo Soksela                | 1 tháng 8, 1997   | 15   | 0   | Visakha                     |
| 21 | TM | Vireak Dara                | 30 tháng 10, 2003 | 0    | 0   | Prey Veng                   |
| 22 | TM | Hul Kimhuy                 | 7 tháng 4, 2000   | 2    | 0   | Boeung Ket                  |
| 2  | HV | Ken Chansopheak            | 15 tháng 6, 1998  | 10   | 0   | Visakha                     |
| 3  | HV | Sath Rosib                 | 7 tháng 7, 1997   | 22   | 2   | Boeung Ket                  |
| 4  | HV | Sareth Krya                | 4 tháng 3, 1995   | 18   | 0   | Preah Khan Reach Svay Rieng |
| 5  | HV | Soeuy Visal (Đội trưởng)   | 19 tháng 8, 1995  | 61   | 4   | Preah Khan Reach Svay Rieng |
| 6  | HV | Tes Sambath                | 20 tháng 10, 2000 | 6    | 0   | Visakha                     |
| 15 | HV | Yue Safy                   | 8 tháng 11, 2000  | 4    | 0   | Phnom Penh Crown            |
| 19 | HV | Cheng Meng                 | 27 tháng 2, 1998  | 25   | 0   | Visakha                     |
|    | HV | Sor Rotana                 | 9 tháng 10, 2002  | 3    | 0   | Prey Veng                   |
|    | HV | Soeuth Nava                | 13 tháng 2, 2001  | 0    | 0   | Boeung Ket                  |
|    | HV | Chan Sarapich              | 5 tháng 4, 2002   | 0    | 0   | Prey Veng                   |
| 8  | TV | Orn Chanpolin              | 15 tháng 3, 1998  | 20   | 0   | Phnom Penh Crown            |
| 10 | TV | Kouch Sokumpheak (Đội phó) | 15 tháng 2, 1987  | 64   | 7   | Nagaworld                   |
| 12 | TV | Sos Suhana                 | 4 tháng 4, 1992   | 62   | 3   | Nagaworld                   |
| 13 | TV | Min Ratanak                | 30 tháng 7, 2002  | 2    | 0   | Preah Khan Reach Svay Rieng |
| 16 | TV | Chrerng Polroth            | 4 tháng 7, 1997   | 25   | 2   | Visakha                     |
| 17 | TV | Lim Pisoth                 | 29 tháng 8, 2001  | 6    | 0   | Phnom Penh Crown            |
| 18 | TV | Brak Thiva                 | 5 tháng 12, 1998  | 7    | 0   | Phnom Penh Crown            |
| 24 | TV | Choun Chanchav             | 5 tháng 5, 1999   | 0    | 0   | Phnom Penh Crown            |
|    | TV | Ean Pisey                  | 11 tháng 3, 2002  | 0    | 0   | Preah Khan Reach Svay Rieng |
|    | TV | Sin Sovannmakara           | 6 tháng 12, 2004  | 0    | 0   | Prey Veng                   |
| 7  | TĐ | Prak Mony Udom             | 24 tháng 8, 1994  | 57   | 10  | Preah Khan Reach Svay Rieng |
| 9  | TĐ | Sieng Chanthea             | 9 tháng 9, 2002   | 14   | 1   | Boeung Ket                  |
| 11 | TĐ | Chan Vathanaka             | 23 tháng 1, 1994  | 47   | 17  | Boeung Ket                  |
| 14 | TĐ | Keo Sokpheng               | 3 tháng 3, 1992   | 52   | 12  | Visakha                     |
| 20 | TĐ | Nhean Sosidan              | 11 tháng 10, 2002 | 2    | 0   | Tiffy Army                  |
|    | TĐ | Leng Nora                  | 19 tháng 9, 2004  | 1    | 0   | Prey Veng                   |
|    | TĐ | Sa Ty                      | 4 tháng 4, 2001   | 0    | 0   | Electricite du Cambodge     |

### Lào
Huấn luyện viên trưởng:  V. Selvaraj

| Số | VT | Cầu thủ                      | Ngày sinh (tuổi)  | Trận | Bàn | Câu lạc bộ        |
| -- | -- | ---------------------------- | ----------------- | ---- | --- | ----------------- |
| 1  | TM | Solasak Thilavong            | 3 tháng 11, 2003  | 0    | 0   | Young Elephants   |
| 12 | TM | Keo-Oudone Souvannasangso    | 19 tháng 6, 2000  | 0    | 0   | Army              |
| 14 | TM | Seeamphone Sengsavang        | 3 tháng 3, 2001   | 0    | 0   | Young Elephants   |
| 30 | TM | Xaysavath Souvanhansok       | 3 tháng 9, 1999   | 4    | 0   | Young Elephants   |
| 2  | HV | Photthavong Sangvilay        | 16 tháng 10, 2004 | 0    | 0   | Ezra              |
| 3  | HV | Anantaza Siphongphan         | 9 tháng 11, 2004  | 0    | 0   | Ezra              |
| 4  | HV | Kaharn Phetsivilay           | 9 tháng 9, 1999   | 9    | 0   | Young Elephants   |
| 6  | HV | Xeedee Pomsavanh             |                   | 0    | 0   | Army              |
| 15 | HV | Thipphachanth Inthavong      | 19 tháng 8, 1996  | 4    | 0   | Chanthabouly      |
| 19 | HV | Nalongsit Chanhthalangsy     |                   | 0    | 0   | Viengchanh        |
| 20 | HV | Sengdaovy Hanthavong         | 4 tháng 10, 1998  | 3    | 0   | Viengchanh        |
| 23 | HV | Chitpasong Latthachack       | 3 tháng 5, 1999   | 0    | 0   | Young Elephants   |
| 24 | HV | Aphixay Thanakhanty          | 15 tháng 7, 1998  | 5    | 0   | Young Elephants   |
| 25 | HV | Loungeleuang Keophouvong     |                   | 0    | 0   | Young Elephants   |
| 5  | TV | Phathana Phommathep          | 27 tháng 2, 1999  | 10   | 1   | Ezra              |
| 8  | TV | Mitsada Saytaifah            | 4 tháng 11, 1990  | 21   | 0   | Satun United      |
| 9  | TV | Kydavone Souvanny            | 22 tháng 12, 1999 | 2    | 0   | Young Elephants   |
| 10 | TV | Phoutthasay Khochalern       | 29 tháng 12, 1995 | 36   | 0   | Samut Prakan City |
| 11 | TV | Manolom Phetphakdy           | 28 tháng 12, 1991 | 4    | 0   | Young Elephants   |
| 16 | TV | Phoutthalak Thongsanith      |                   | 0    | 0   | Ezra              |
| 17 | TV | Bounphachan Bounkong         | 29 tháng 11, 2000 | 12   | 1   | Young Elephants   |
| 26 | TV | Vongphachanh Phoutthavong    | 26 tháng 4, 2003  | 0    | 0   | Twenty Six United |
| 28 | TV | Sisawad Dalavong             | 11 tháng 8, 1996  | 6    | 0   | Army              |
| 29 | TV | Chanthavixay Khounthoumphone |                   | 0    | 0   | Savannakhet       |
| 7  | TĐ | Soukaphone Vongchiengkham    | 9 tháng 3, 1992   | 49   | 14  | Udon Thani        |
| 13 | TĐ | Somxay Keohanam              | 27 tháng 7, 1998  | 15   | 1   | Young Elephants   |
| 18 | TĐ | Vannasone Douangmaity        | 15 tháng 3, 1997  | 4    | 1   | Young Elephants   |
| 21 | TĐ | Billy Ketkeophomphone        | 24 tháng 3, 1990  | 0    | 0   | Dunkerque         |
| 22 | TĐ | Chony Wenpaserth             | 27 tháng 11, 2002 | 0    | 0   | Ezra              |
| 27 | TĐ | Visith Bounpaserth           |                   | 0    | 0   | Salavan Province  |

## Thống kê cầu thủ

### Số liệu thống kê

#### Tuổi

##### Cầu thủ
- Già nhất :  Hassan Sunny (37 tuổi)
- Trẻ nhất :  Zenivio (16 tuổi)

##### Thủ môn
- Già nhất :  Hassan Sunny (37 tuổi)
- Trẻ nhất :  Solasak Thilavong (18 tuổi)

#### Đội trưởng
- Già nhất :  Stephan Schröck (35 tuổi)
- Trẻ nhất :  Armindo de Almeida (23 tuổi)

### Câu lạc bộ có nhiều cầu thủ thi đấu nhất
Các câu lạc bộ đóng góp 5 cầu thủ trở lên.
| Cầu thủ | Câu lạc bộ                                                                           |
| ------- | ------------------------------------------------------------------------------------ |
| 15      | Lion City Sailors                                                                    |
| 12      | Young Elephants                                                                      |
| 10      | Hà Nội                                                                               |
| 7       | Johor Darul Ta'zim, Shan United, ADT, Hoàng Anh Gia Lai                              |
| 6       | Visakha, Kedah Darul Aman, Selangor, Yangon United, BG Pathum United, Lalenok United |
| 5       | Boeung Ket, Preah Khan Reach Svay Rieng, Prey Veng, Ezra, United City, Viettel       |

### Các câu lạc bộ thuộc liên đoàn cấp châu lục
| Liên đoàn | Cầu thủ |
| --------- | ------- |
| AFC       | 254     |
| UEFA      | 14      |
| CONCACAF  | 0       |
| CONMEBOL  | 0       |
| CAF       | 0       |
| OFC       | 0       |

### Các câu lạc bộ thuộc liên đoàn cấp khu vực
| Liên đoàn | Cầu thủ |
| --------- | ------- |
| AFF       | 251     |
| EAFF      | 3       |
| WAFA      | 0       |
| SAFF      | 0       |
| CAFA      | 0       |

### Hệ thống các giải đấu
| Giải đấu                        | Cầu thủ |
| ------------------------------- | ------- |
| Thai League 1                   | 36      |
| C-League                        | 30      |
| V.League 1                      | 28      |
| Malaysia Super League           | 27      |
| Liga I (Indonesia)              | 25      |
| Myanmar National League         | 22      |
| Ngoại hạng Lào                  | 23      |
| Singapore Premier League        | 23      |
| Liga Futebol Timor-Leste        | 16      |
| Philippines Football League     | 13      |
| Lao League 2                    | 3       |
| Belguim Pro League              | 2       |
| Ngoại hạng Đan Mạch             | 2       |
| Bundesliga 2                    | 2       |
| J1 League                       | 2       |
| Thai League 2                   | 2       |
| V.League 2                      | 2       |
| Ngoại hạng Anh                  | 1       |
| Professional Development League | 1       |
| Ligue 2                         | 1       |
| Malaysia M3 League              | 1       |
| Norwegian First Division        | 1       |
| Ekstraklasa                     | 1       |
| Slovak Super Liga               | 1       |
| Tercera División                | 1       |
| K League 2                      | 1       |
| Allsvenskan                     | 1       |
| Thai League 3                   | 1       |

### Số câu lạc bộ thuộc các quốc gia có cầu thủ thi đấu
| Cầu thủ | Câu lạc bộ AFF      |
| ------- | ------------------- |
| 38      | Thái Lan            |
| 30      | Campuchia, Việt Nam |
| 28      | Malaysia            |
| 26      | Lào                 |
| 25      | Indonesia           |
| 22      | Myanmar             |
| 23      | Singapore           |
| 16      | Đông Timor          |
| 13      | Philippines         |

| Cầu thủ | Các câu lạc bộ ngoài AFF                                |
| ------- | ------------------------------------------------------- |
| 2       | Bỉ, Đan Mạch, Anh, Đức, Nhật Bản                        |
| 1       | Pháp, Na Uy, Slovakia, Tây Ban Nha, Hàn Quốc, Thụy Điển |

### Các cầu thủ thi đấu trong nước
| Đội tuyển   | Cầu thủ |
| ----------- | ------- |
| Campuchia   | 30      |
| Việt Nam    | 30      |
| Lào         | 26      |
| Indonesia   | 25      |
| Thái Lan    | 25      |
| Myanmar     | 22      |
| Singapore   | 23      |
| Malaysia    | 21      |
| Đông Timor  | 16      |
| Philippines | 13      |

### Các huấn luyện viên thuộc các quốc gia
Họ và tên in chữ đậm là các huấn luyện viên nội.
| Số lượng | Quốc gia  | Huấn luyện viên                                         |
| -------- | --------- | ------------------------------------------------------- |
| 2        | Brazil    | Fábio Magrão (Đông Timor), Alexandré Pölking (Thái Lan) |
| 2        | Nhật Bản  | Ryu Hirose (Campuchia), Yoshida Tatsuma (Singapore)     |
| 2        | Hàn Quốc  | Park Hang-seo (Việt Nam), Shin Tae-yong (Indonesia)     |
| 1        | Anh       | Scott Cooper (Philippines)                              |
| 1        | Đức       | Antoine Hey (Myanmar)                                   |
| 1        | Malaysia  | Tan Cheng Hoe                                           |
| 1        | Singapore | V. Selvaraj (Lào)                                       |